# Scintilla (Software)
Scintilla ist eine Open-Source-Texteditor-Komponente, die von Neil Hodgson in der Programmiersprache C++ entwickelt wird. Von ihm stammt auch SciTE, ein auf Scintilla basierender Texteditor.

## Merkmale
Scintilla bietet viele erweiterte Editier-Funktionen, wie zum Beispiel Syntaxhervorhebung nach Schriftarten, Farben, Stilen sowie Vorder- und Hintergrundfarbe. Scintilla unterstützt Fehlerindikatoren, Zeilennummern sowie Haltepunkte. Weitere Funktionen können nachgerüstet werden (z. B. Code-Faltung oder Autovervollständigung).

## Ports für Scintilla
Es existieren portierte Varianten für die GUI-Bibliotheken:
- FOX-Toolkit
- WxWidgets
- GTK+
- Win32
- Qt[4]
- MUI

## Auf Scintilla basierende Editoren
- Anjuta
- Code::Blocks
- CodeLite
- SparxSystems | Enterprise Architect
- eric
- FreeRIDE
- Geany
- Keil µVision-IDE Sourcecode Editor
- Kephra
- Notepad++
- Notepad2
- Notepad3[5]
- Programmer’s Notepad
- PureBasic IDE
- SciTE
- Scribble bzw. Flow Studio (MorphOS SDK Editor)
- TeXnicCenter
- Textadept
- wxBasic
- SpeedEdit von SpeedCommander[6]